# Francis n.º 127
Francis n.º 127 es un municipio rural canadiense situado en la provincia de Saskatchewan.

## Superficie
Francis n.º 127 tiene una superficie de 1077,36 km².

## Demografía
En 2021, tenía 701 habitantes, una densidad poblacional de 0,7 hab./km², y 272 viviendas.